# Grzmiąca (powiat grodziski)
Grzmiąca – wieś w Polsce położona w województwie mazowieckim, w powiecie grodziskim, w gminie Żabia Wola.
Wieś wraz z wsiami Ciepłe i Ciepłe A wchodzi w skład sołectwa Ciepłe.
Wieś szlachecka położona była w drugiej połowie XVI wieku w powiecie tarczyńskim ziemi warszawskiej województwa mazowieckiego. W latach 1975–1998 miejscowość należała administracyjnie do województwa skierniewickiego.